# Mariner 6 e 7
Como parte do mais vasto programa Mariner, em 1969, a Mariner 6 e a Mariner 7 (Mariner Marte 69A / 69B) completaram a primeira dupla missão a Marte em 1969.
A Mariner 6 foi lançada a partir do Launch Complex 36B, na Estação da Força Aérea de Cape Canaveral; e a Mariner 7 foi lançada do Complex 36A de Cape Kennedy.
Os objetivos da missão foram para o estudo da superfície e da atmosfera de Marte durante o próximo flybys de estabelecer a base para futuras investigações, nomeadamente os que são relevantes para a busca por vida extraterrestre, e para demonstrar e desenvolver tecnologias necessárias para as futuras missões Marte e outras missões de longa duração longe de ser o domingo Mariner 6 também teve o objetivo de proporcionar experiência e os dados que seriam úteis na programação da Mariner 7 encontro 5 dias mais tarde.
Em 29 de julho de 1969, menos de uma semana antes da maior aproximação, o JPL perdeu o contacto com a Mariner 7. Eles recuperaram o sinal através da cópia de segurança de baixo ganho antena e foram capazes de começar a utilizar o alto ganho antena novamente pouco depois Mariner 6 do próximo encontro. Foi determinada uma bateria mais tarde a bordo Mariner 7 tinha explodido. Com base nas observações feitas pela Mariner 6, a Mariner 7 em voo foi reprogramada para tomar novas observações de áreas de interesse, e realmente devolveu mais imagens do que a Mariner 6, apesar da explosão.
Por acaso, ambas as regiões e voou sobre crateras perdeu tanto o gigante norte vulcões e do Grand Canyon equatorial descoberto mais tarde. A sua abordagem imagens, no entanto, fotografia de cerca de 20% da superfície do planeta, mostrando a escuras longo visto da Terra, mas nenhum dos canais engano observada por astrônomos de terra. No total, 198 fotografias foram tiradas e enviados de volta para a Terra, acrescentando mais detalhes do que a anterior missão, a Mariner 4. Ambas as embarcações também estudou a atmosfera de Marte.
Maior aproximação de Mariner 6 ocorreram 1. De agosto de 1969, às 05:19:07 UT, a uma distância de 3.431 km acima da superfície marciana. Maior aproximação para Mariner 7 ocorreram 5 de agosto de 1969 às 05:00:49 UT, a uma distância de 3.430 km acima da superfície marciana. O Espectómetro ultravioleta bordo do Mariner 6 e 7 foi construído o Laboratório de Física Atmosférica e Espacial. O modelo de engenharia da Mariner 6 e 7 ainda existe, e é propriedade do Laboratório de Propulsão a Jato. É atualmente a título de empréstimo para o Laboratório de Física Atmosférica e do Espaço, e está em exposição no Laboratório do Átrio.
A embarcação está agora defunta em órbita heliocêntrica.

## Naves e subsistemas
A nave espacial Mariner 6 e 7 eram idênticos, consistindo de um octogonal magnésio frame base, 138,4 centímetros diagonal e 45,7 cm de profundidade. Uma superestrutura montada cónico no topo da estrutura detidos de alto ganho antena parabólica 1 metro de diâmetro e quatro painéis solares, cada um medindo 215 x 90 cm, foram afixados ao topo cantos da moldura. O ponta-a-ponta span do implantados painéis solares foi 5,79 m. Um baixo ganho omnidireccional antena foi montada em um mastro de 2,23 m de altura ao lado da antena de alto ganho. Debaixo do octogonal quadro foi um dois-eixo scan plataforma que realizou instrumentos científicos. Ciência massa total do instrumento foi de 57,6 kg. A altura total do veículo espacial foi 3,35 m.
A nave espacial foi atitude estabilizada em três eixos (referenciados ao sol e as estrelas, Canopus), através da utilização de 3 giroscópios, 2 conjuntos de 6 de azoto jatos montada sobre as extremidades dos painéis solares, um tracker Canopus, e duas primárias e quatro secundário domingo sensores. Propulsão era fornecida por um motor foguete 223 N montado dentro da moldura que utilizou monopropelente hidrazina. O 4-bico com jato vane controle vetorial protruded de uma parede da estrutura octogonal. Power era abastecido por 17.472 células fotovoltaicas que abrangem uma área de 7,7 mil metros quadrados sobre os quatro painéis solares. Estes poderiam fornecer 800 W de potência 449 W e mais próxima da Terra a Marte. A potência máxima exigência foi de 380 W em Marte encontro. A 1200 W h recarregável prata-zinco bateria foi usada para fornecer energia backup. Controle térmico foi obtida através do uso de ajustável louvers nos lados do compartimento principal.
Três foram telemetria canais disponíveis para as telecomunicações. Um canal de dados de engenharia realizadas em 8 ⅓ ⅓ ou 33 bits/s, o canal B realizadas dados científicos em 66 ⅔ ou 270 bit/s e o canal C ciência dados transportados em 16.200 bits/s. As comunicações foram realizadas através do alto e baixo ganho através de antenas de banda dupla S viajam onda tubo 10/20 W amplificadores de transmissão e de um único receptor. Um gravador analógico com uma capacidade de 195 milhões de bits poderia armazenar imagens de televisão para posterior transmissão. Outros dados da ciência foi armazenada em um gravador digital. O sistema de comando, constituído por um computador central e sequenciador (CC & S), foi concebida para atuar em eventos específicos precisa vezes. A CC & S foi programado com uma missão e um padrão conservador missão backup antes do lançamento, mas poderia ser ordenado e reprogramados em pleno voo de ataque. Poderia executar 53 comandos directos, 5 controle comandos, e 4 quantitativos comandos.

### Instrumentação
1. IR Spectrometer
2. Dois canais IR Radiómetro Marte temperatura superficial
3. UV Spectrometer
4. S-Band ocultadas
5. Controle Térmico Flux Monitor (Matrazes Radiometer)
6. Marte TV Câmara
7. Celestial Mechanics
8. Relatividade Geral